# Palagruža
Palagruža o Pelagosa es un pequeño archipiélago croata ubicado en el centro del Mar Adriático, con un área de 0,286 km², y sin habitantes permanentes.

## Ubicación
Se encuentra hacia las coordenadas 42°23′35.16″N 16°15′31.45″E / 42.3931000, 16.2587361 entre las islas italianas de Tremiti y la croata de Vis (it. Lissa) y aproximadamente a medio trayecto entre Gargano y la costa croata de Dalmacia.
Se ubica a 68 millas náuticas (ca. 120 km) al sur de Split (it. Spalato) y a 160 km al este de Pescara y a solo 26 millas de la isla croata de Lastovo (it. Lagosta).

## Geografía
Este archipiélago se compone tres islas principales: Vela Palagruža (Pelagosa Grande) con 1400 m de longitud y 300 de ancho, Palagruža Mala (Pelagosa Chica), y Gilijula (en italiano: Caiola) con trece escollos menores. La máxima altitud se encuentra en la isla principal en el Grad Gora (Monte Castillo) con 116 m s. n. m. Geológicamente presenta muchas analogías con las Tremiti y la isla Pianosa.
Por su relativa inaccesibilidad estas islas han mantenido una rica flora mediterránea en la que se encuentran 16 especies de pequeñas orquídeas, así como el laurel adelfa (Nerium oleander), el "leche de lobo" (Euphorbia dendroides) o plantas endémicas como la Centaurea friderici Vis. Las algas poseen una función en la generación de una variedad de calcita típica: la pelagosita.
Las únicas trazas humanas notorias son algunos muelles, un faro, una iglesia, una estación meteorológica, de modo que Palagruža es actualmente una reserva natural.

## Toponimia
Este archipiélago es conocido en italiano y en otras lenguas romances con el nombre Pelagosa derivado del griego Πέλαγος (mar), del griego también deriva el nombre serbocroata, sin embargo la modificación gruž derivaría del nombre de una rada en el norte de Dubrovnik, Gruž en croata significa balasto.

## Historia
En la Antigüedad el archipiélago fue visitado por diversos pueblos: ilirios, griegos (una leyenda relacionaba a Diómedes con estas islas quien míticamente habría muerto en ellas), romanos, durante la Edad Media estuvieron controladas sucesivamente por bizantinos y venecianos, en la Edad Moderna el estado que principalmente ejerció su soberanía fue el Reino de las Dos Sicilias, el dominio de este reino se extendió hasta 1861 cuando al unirse las Dos Sicilias al unificado estado de Italia las islas pasaron a la soberanía italiana, sin embargo ésta fue cedida en 1873 al Imperio Austro-Húngaro por el tratado de la Liga de los Tres Emperadores (del alemán: Dreikaiserbund), bajo control austriaco se erigió en 1875 un faro de 100 metros. Al concluir la Primera Guerra Mundial en 1918, Palagruža pasó de vuelta a manos de Italia, este control duró hasta finalizada la Segunda Guerra Mundial en 1945; en 1947 por tratado Italia hizo cesión del archipiélago a Yugoslavia, al disolverse ésta en 1991 el archipiélago quedó en poder de Croacia.